# Пеуша (Селаж)
Пеуша (рум. Păușa) — село у повіті Селаж в Румунії. Входить до складу комуни Роминаші.
Село розташоване на відстані 372 км на північний захід від Бухареста, 13 км на південний схід від Залеу, 48 км на північний захід від Клуж-Напоки.

## Населення
За даними перепису населення 2002 року у селі проживала 551 особа. Рідною мовою 550 осіб (99,8%) назвали румунську.
Національний склад населення села:
| Національність | Кількість осіб | Відсоток |
| -------------- | -------------- | -------- |
| румуни         | 411            | 74,6%    |
| цигани         | 140            | 25,4%    |